# 任蕃
任蕃（？—？），一作任翻，唐代江南人。
早年寓居天台縣，進士屢試不第。曾游巾子峰，還在寺壁上题诗云：“绝顶新秋生夜凉，鹤翻松露滴衣裳。前峰月照一江水，僧在翠微开竹房”，此詩有“前峰月照一江水”之句，任蕃下山後覺得此句不妥，返寺後發現已被他人改為“半江水”，因而脍炙人口。後浪跡江湖，吟诗自娱。有詩一卷，又有《文章玄妙》一卷，均佚。《全唐诗》存其诗十八首。